# Aeroporto John Lennon de Liverpool
O Aeroporto John Lennon de Liverpool (em inglês: Liverpool John Lennon Airport) (IATA: LPL, ICAO: EGGP) é um aeroporto localizado na cidade de Speke, e que serve principalmente à cidade de Liverpool, Inglaterra, Reino Unido, sendo o décimo quarto aeroporto mais movimentado do país.